# Copiphana
Copiphana is een geslacht van vlinders van de familie Uilen (Noctuidae), uit de onderfamilie Cuculliinae.

## Soorten
- C. gafsana Blachier, 1905
- C. kraussi Rebel, 1895
- C. lunaki Boursin, 1940
- C. oliva Staudinger, 1894
- C. olivina Herrich-Schäffer, 1852